# Navaconcejo
Navaconcejo (en estremeñu: Navaconceju) es un municipio español, en la provincia de Cáceres, comunidad autónoma de Extremadura. Se sitúa en la mancomunidad del valle del Jerte.

## Símbolos
El escudo heráldico y la bandera que representan al municipio fueron aprobados oficialmente el 14 de julio de 1988. El escudo se blasona de la siguiente manera:

«Cortado. Primero, de plata, un castillo de azur, almenado y donjonado de tres donjones, mazonado de sable y aclarado de gules, acompañado de un pino arrancado de sinople y de un castaño, también arrancado asimismo de ese color. Segundo, de sinople, una cruz de plata con los extremos rematados en tres puntas, puestas sobre tres gradas de lo mismo. Al timbre, Corona Real cerrada»
Diario Oficial de Extremadura nº 59 de 26 de julio de 1988

La descripción textual de la bandera es la siguiente:

«Bandera cuadrada, tajada de verde y blanco, cargando en el centro de la misma el Escudo Municipal.»
Diario Oficial de Extremadura nº 59 de 26 de julio de 1988

## Geografía física
Integrado en la comarca de Valle del Jerte, se sitúa a 106 kilómetros de la capital provincial. El término municipal está atravesado por la carretera N-110 entre los pK 374 y 380. 

El relieve del municipio es predominantemente montañoso, ocupando la vertiente meridional de la sierra de Gredos, en el corazón del valle del Jerte, presentando por ello un relieve muy quebrado con fuertes pendientes. Entre las elevaciones destacan la sierra de La Cabrera, al noroeste, cuya máxima altitud es el pico Camocho (1826 metros), y la sierra de Tormantos, al sureste, donde se alzan los picos Collado de las Lanchuelas (1458 metros) y Peñanegra (1434 metros). La altitud oscila entre los 1826 metros (pico Camocho) y los 415 metros a orillas del Jerte. El pueblo se alza a 455 metros sobre el nivel del mar. 

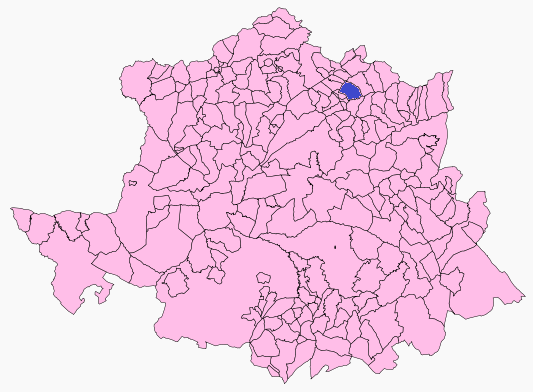
Localización del término municipal de Navaconcejo en la provincia de Cáceres.

El término municipal de Navaconcejo limita con los siguientes municipios:
| Noroeste: Segura de Toro y Gargantilla | Norte: Cabezuela del Valle | Noreste: Cabezuela del Valle |
| Oeste: Casas del Monte y Rebollar      |                            | Este: Cabezuela del Valle    |
| Suroeste: Rebollar y Valdastillas      | Sur: Piornal               | Sureste: Piornal             |

## Historia

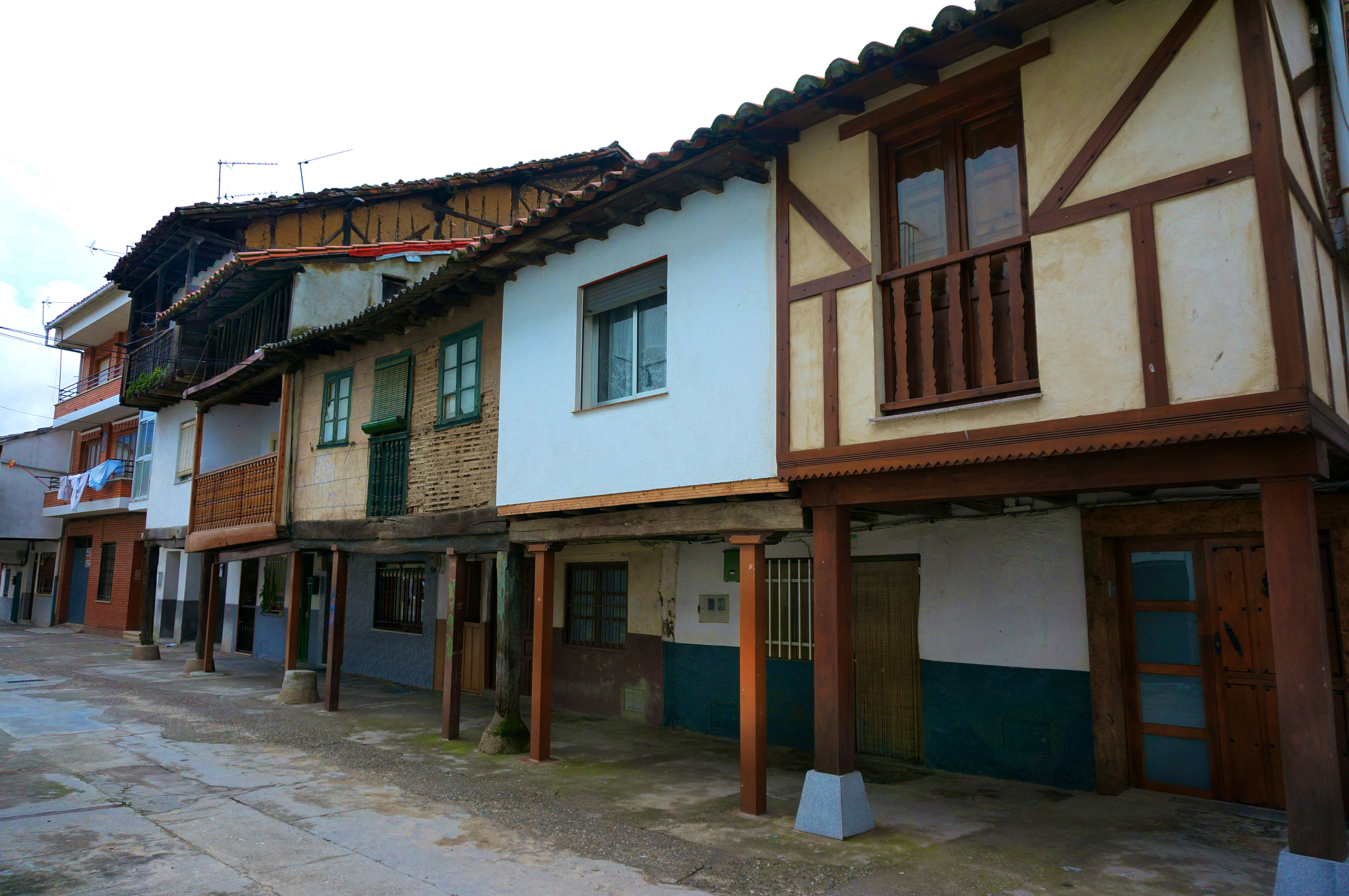
Casas típicas en Navaconcejo.

El actual municipio de Navaconcejo perteneció en el Antiguo Régimen al sexmo de Plasencia, y en el mismo había dos poblaciones: Navaconcejo y Peñahorcada. El poblado de Peñahorcada fue destruido por una crecida del río Jerte en el siglo XV, y sus habitantes se trasladaron a vivir a Navaconcejo.
El 29 de marzo de 1694, el rey Carlos II concedió a Navaconcejo el título de villa.
A la caída del Antiguo Régimen la localidad se constituye en municipio constitucional en la región de Extremadura. Desde 1834 quedó integrado en el partido judicial de Plasencia. En el censo de 1842 contaba con 200 hogares y 1096 vecinos.

## Demografía
Navaconcejo cuenta con una población de 2044 habitantes (INE 2024).
| Gráfica de evolución demográfica de Navaconcejo entre 1842 y 2021                                                   |
| |
| Población de derecho según los censos de población del INE Población de hecho según los censos de población del INE |

## Administración y política

### Ayuntamiento
En la siguiente tabla se muestran los votos en las elecciones municipales de Navaconcejo, con el número de concejales entre paréntesis, desde las primeras elecciones municipales democráticas:
| Año  | Año | Populares          | Socialistas       | Izquierda         | Regionalistas             | Otros |
| ---- | --- | ------------------ | ----------------- | ----------------- | ------------------------- | --- |
| 1979 |     | No se presentaron  | No se presentaron | No se presentaron | No se presentaron         | Se presentaron dos agrupaciones de electores. Una de ellas ganó las elecciones con 582 votos y 6 concejales. La otra obtuvo 540 votos y 5 concejales. |
| 1983 |     | AP-PDP-UL: 586 (5) | PSOE: 345 (3)     | No se presentaron | EU: 382 (3)               | No hubo más candidaturas |
| 1987 |     | AP: 610 (5)        | PSOE: 395 (3)     | No se presentaron | EU: 240 (2)               | CIB: 136 (1) |
| 1991 |     | PP: 678 (6)        | PSOE: 542 (4)     | No se presentaron | No se presentaron         | IN: 216 (1) |
| 1995 |     | PP: 747 (6)        | PSOE: 737 (5)     | No se presentaron | No se presentaron         | No hubo más candidaturas |
| 1999 |     | PP: 629 (5)        | PSOE: 471 (3)     | IU-CE: 373 (3)    | No se presentaron         | No hubo más candidaturas |
| 2003 |     | PP: 756 (7)        | PSOE: 405 (4)     | No se presentaron | No se presentaron         | No hubo más candidaturas |
| 2007 |     | PP-EU: 851 (7)     | PSOE: 582 (4)     | IU-SIEX: 55 (0)   | EU en coalición con el PP | No hubo más candidaturas |
| 2011 |     | PP-EU: 789 (6)     | PSOE: 581 (5)     | No se presentaron | EU en coalición con el PP | No hubo más candidaturas |
| 2015 |     | PP: 787 (6)        | PSOE: 467 (4)     | No se presentaron | No se presentaron         | SN: 175 (1) |
| 2019 |     | PP: 675 (5)        | PSOE: 602 (5)     | No se presentaron | No se presentaron         | SN: 137 (1) |

| Periodo   | Nombre                                                               | Partido   |
| --------- | -------------------------------------------------------------------- | --------- |
| 1979-1983 | Nicasio Pérez                                                        | AE        |
| 1983-1987 | ¿?                                                                   | EU        |
| 1987-1991 | ¿?                                                                   | CIB       |
| 1991-1995 | ¿?                                                                   | PP        |
| 1995-1999 | ¿?                                                                   | PP        |
| 1999-2003 | Jesús López (hasta septiembre de 1999) ¿? (desde septiembre de 1999) | PP · PSOE |
| 2003-2007 | José Antonio Moreno                                                  | PP        |
| 2007-2011 | José Antonio Moreno                                                  | PP-EU     |
| 2011-2015 | José Antonio Moreno                                                  | PP-EU     |
| 2015-2019 | José Antonio Moreno                                                  | PP        |
| 2019-2023 | Cristina Isabel Alonso Real                                          | PSOE      |

### Asociaciones de municipios
Mancomunidad
Navaconcejo forma parte de la Mancomunidad Valle del Jerte, una mancomunidad que tiene competencias en diversos asuntos como, por ejemplo, conservación del patrimonio, gestión de actividades deportivas, establecimiento de servicios comunes de lucha contra incendios o fomento de actividades turísticas. La mancomunidad está inscrita en el Registro de Entidades Locales desde 1991 y tiene su sede en el vecino municipio de Cabezuela del Valle. Cuenta con 11 municipios asociados.
La mancomunidad realiza parte de su actuación a través de la Sociedad para la Promoción y Desarrollo del Valle del Jerte, una sociedad de responsabilidad limitada sin ánimo de lucro en la cual la mancomunidad posee el 35% del capital social. Esta sociedad tiene su sede en Navaconcejo, en la carretera N-110.
Administración judicial
Pertenece al partido judicial de Plasencia desde que éste se constituyó como partido judicial contemporáneo en 1834. Dentro del partido, su juzgado de paz forma parte de la secretaría de agrupación de juzgados de paz de Cabezuela del Valle.

## Economía

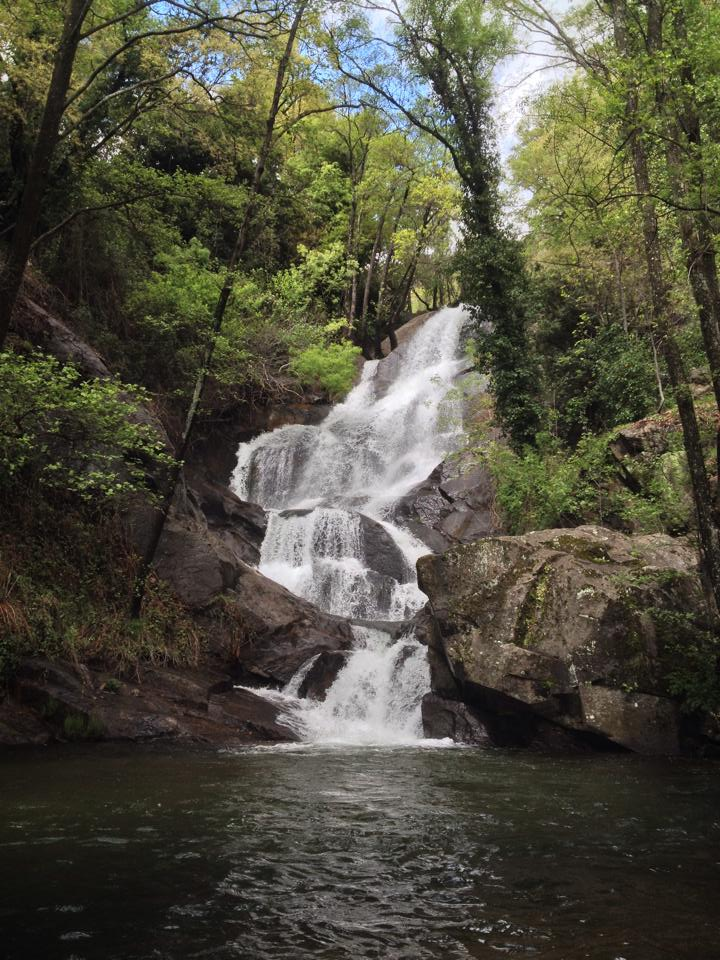
Cascada en Garganta de las Nogaledas, Navaconcejo (Cáceres).

La economía del municipio se basa principalmente en la agricultura, destacando el cultivo de la cereza del Jerte.
En cuanto al sector secundario, en 2013, según el anuario económico de la Caixa, el municipio tenía 9 empresas de industria y 31 de construcción.
Dentro de ambos sectores, el municipio se encuentra dentro de la zona de producción y elaboración de seis productos alimentarios con denominación de origen o indicación geográfica protegida: Aceite Gata-Hurdes, Cereza del Jerte, Carne de Ávila, Cordero de Extremadura, Ternera de Extremadura y Jamón Dehesa de Extremadura.
En cuanto a la actividad comercial, la ciudad comercial más próxima es Plasencia, en cuya área comercial se encuentra Navaconcejo. Pese a no ser cabecera de área comercial, en 2013 el municipio de Navaconcejo tenía diversos establecimientos comerciales: 4 oficinas de entidades de depósito, 13 actividades de restauración y bares, 17 actividades comerciales mayoristas y 29 actividades comerciales minoristas.
Navaconcejo cuenta con varios restaurantes, camping, numerosas casas rurales, bares de tapas, pubs, bares de copas, etc.

## Transportes
De norte a sur, Navaconcejo es atravesado por la carretera Nacional N-110.

## Servicios públicos

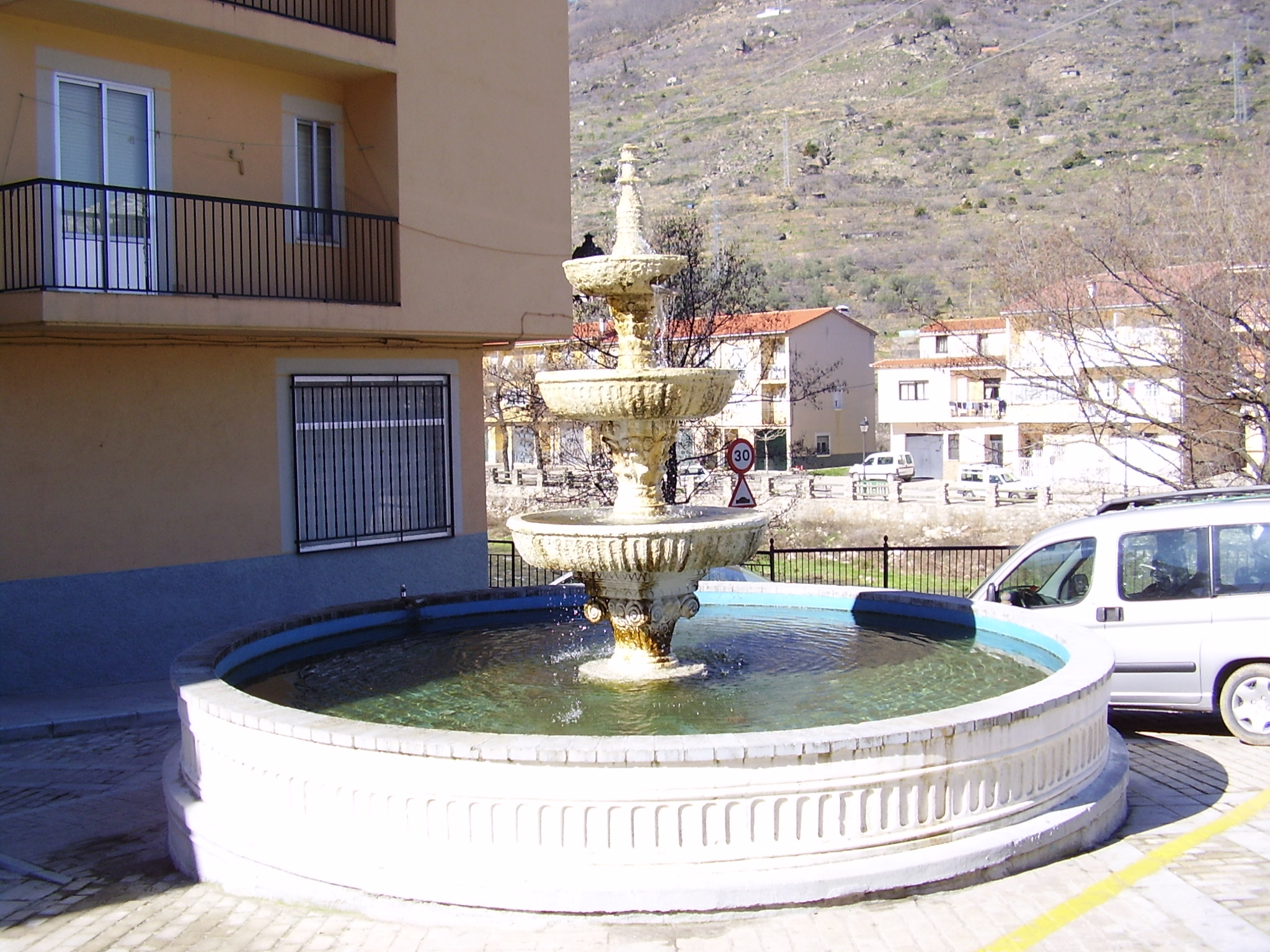
Fuente en Navaconcejo

### Educación
En Navaconcejo está ubicado el CEIP Manuel Mareque y el IES Valle del Jerte, que cuenta con enseñanza secundaria (ESO y Bachillerato) así como diversificación para 3.º y 4.º de ESO
En 2001, Navaconcejo era el tercer municipio de más de 100 habitantes de la provincia de Cáceres con un menor porcentaje de población sin estudios. En total, solamente el 5,7 % de la población del municipio mayor de 10 años carecía de cualquier tipo de formación educativa. Este porcentaje era notoriamente inferior al 23,9% de la media regional y al 15,3% de la media estatal.

### Sanidad
El consultorio médico local pertenece a la zona de salud de Cabezuela del Valle, dentro del área de salud de Plasencia.

## Medios de comunicación
Navaconcejo cuenta con sus propios repetidores de televisión, pero no tiene canales de TDT local propios.

## Patrimonio

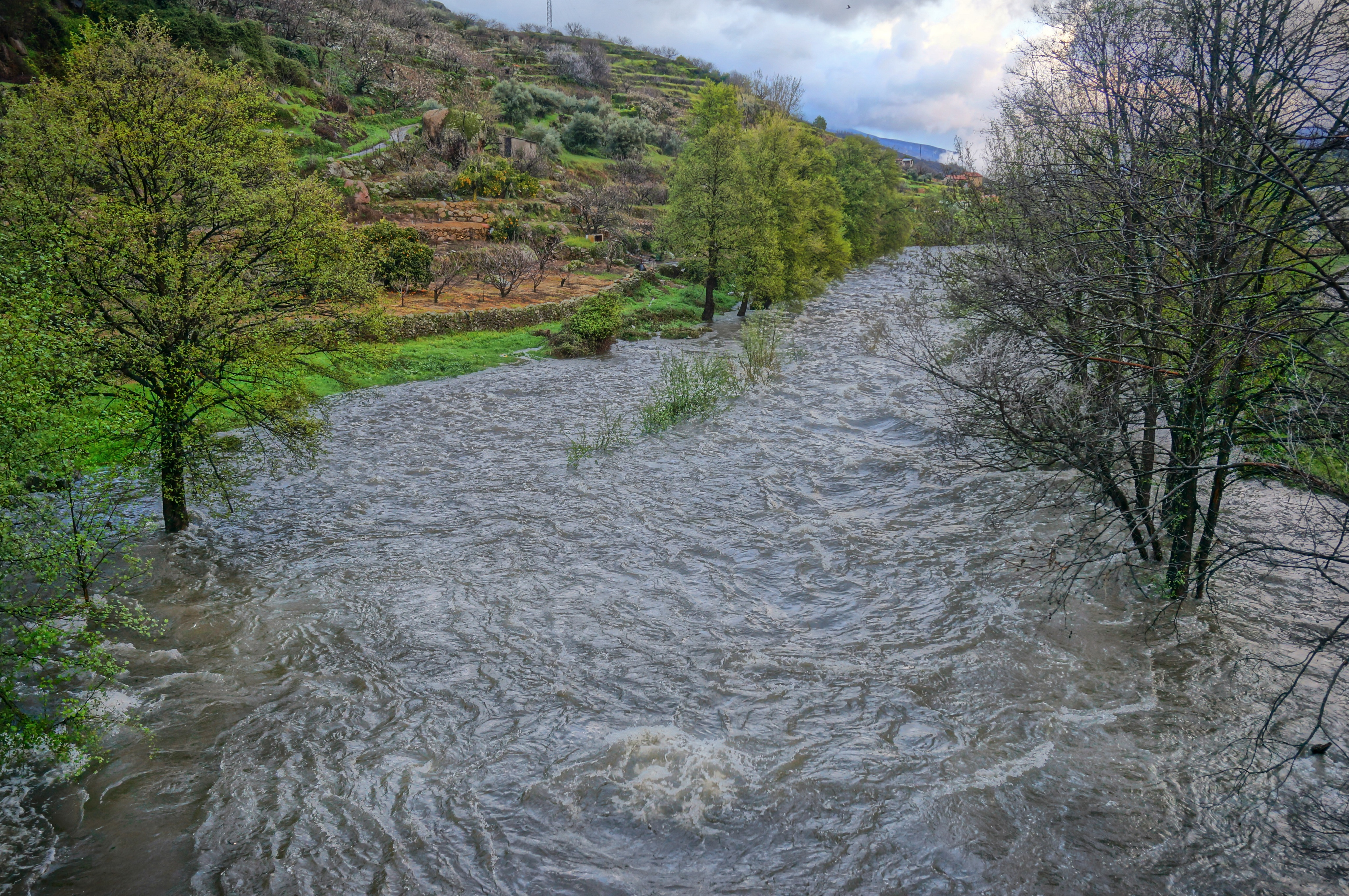
Paisaje fluvial en Navaconcejo.

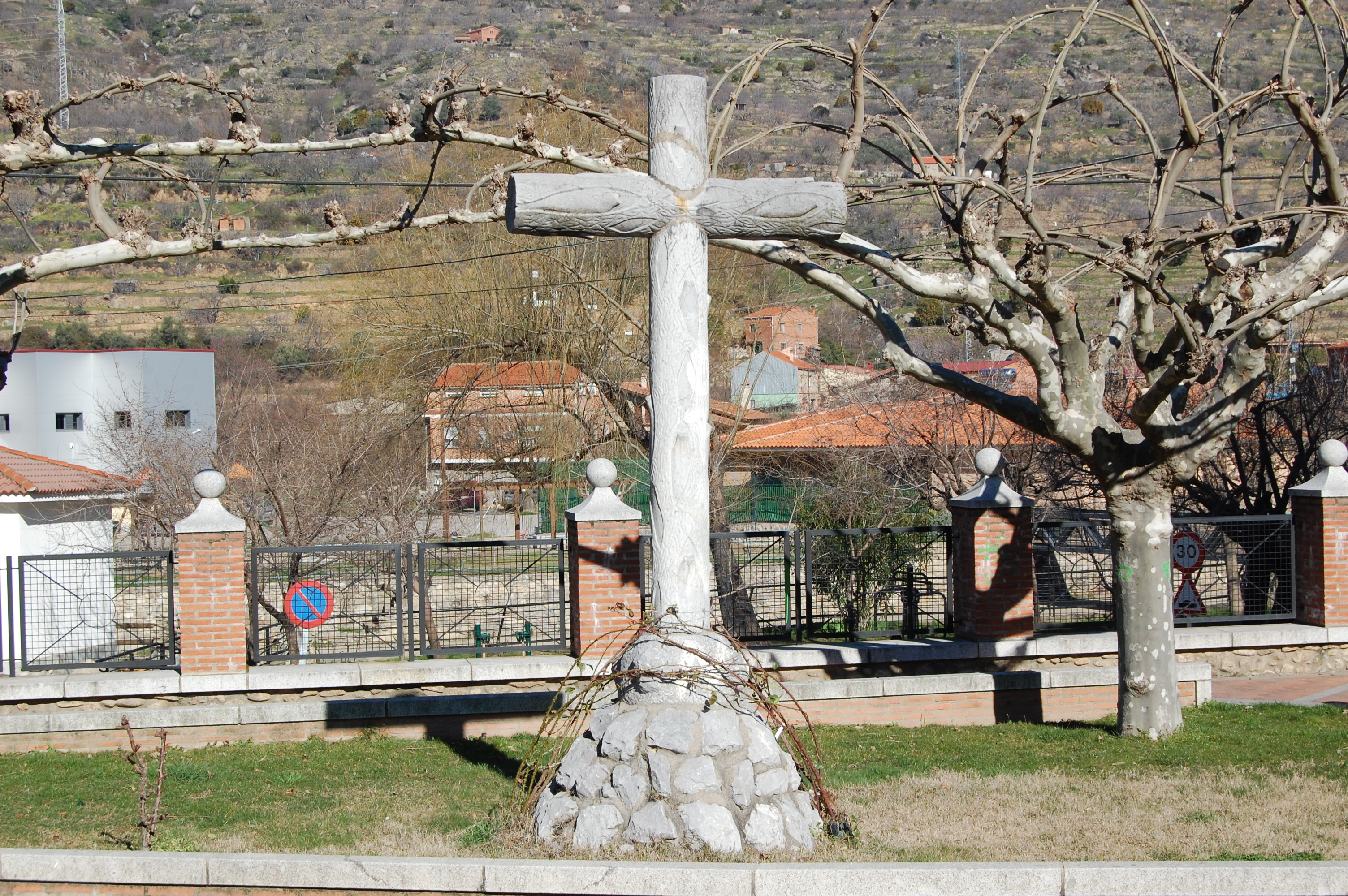
Cruz en Navaconcejo.

El pueblo se divide en tres grandes avenidas, el paseo de Extremadura, la Cañada Real y el paseo del río Jerte y muchas calles secundarias que las unen. A estas se le debe añadir la parte baja del pueblo donde se encuentran algunos chalés y algunos almacenes y la parte alta o barrio de Las Nogaledas, el cual, se encuentra al otro lado del río Jerte y al que se accede por un puente. Este barrio recibe el nombre de una preciosa garganta, muy visitada por los turistas que consta con numerosas cascadas y parajes inimaginables. 
En Navaconcejo predominan numerosas casas con entramados arquitectónicos características de este valle con balcones voladizos y aleros. Entre ellas aún se conserva "La Fábrica", construida en el siglo XVII para la fabricación de telares.
Se conservan dos ermitas barrocas: la ermita del Santísimo Cristo del Valle, realizada con mampuestos y refuerzos de cantería, y la ermita de San Jorge, que alberga un retablo del siglo XVIII con tallas de imaginería importantes.
La iglesia parroquial católica de Nuestra Señora de la Asunción, en la archidiócesis de Mérida-Badajoz, diócesis de Plasencia, arciprestazgo de Cabezuela del Valle. Edificio que data del siglo XVI, está situada en una recogida plaza donde no faltan las casas entramadas y cuyo altar mayor es obra de los maestros retableros y entalladores de Barrado, los Hermanos de la Inzera Velasco. 
Desde Navaconcejo se puede visitar la Garganta de San Pedro o subir a los Picos de Camocho o a la peña de San Blas.
El término municipal de Navaconcejo llega mucho más allá de la zona urbana ya que abarca desde 2 km al norte hasta 5 o 6 km al sur, prácticamente, toda la montaña que lo rodea con sus gargantas y sus llanos.

## Festividades
Las fiestas municipales son: El Taraballo (20 de enero), San Jorge (23 de abril), Nuestra Señora de la Asunción (15 de agosto) y la fiesta mayor, El Santísimo Cristo del Valle (14 de septiembre). También se celebra la fiesta de El Cerezo en Flor, puesto que si por algo se distingue el Valle del Jerte es por la belleza que hay en él en primavera, cuando todas las montañas se tiñen de un color blanco precioso.